# Säsong 1 av Teenage Mutant Ninja Turtles (2003)
Säsong 1 av Teenage Mutant Ninja Turtles (2003) är seriens första säsong.

## Lista över avsnitt
| Nr i serien | Nr i säsongen | Titel                                                        | Regissör     | Manus                                          | Originalvisning (USA)                          | Originalvisning (Sverige) | Prod. kod          |
| --- | ------------- | ------------------------------------------------------------ | ------------ | ---------------------------------------------- | ---------------------------------------------- | ------------------------- | ------------------ |
| 1 | 1             | "Förändringar" "Things Change"                               | Chuck Patton | Michael Ryan                                   | 8 februari 2003                                | 17 januari 2005 (Sverige) | S01E01             |
| Sköldpaddornas gömställe i avloppen angrips av Baxter Stockmans mouserrobotar. Väggen brakar samman, och sköldpaddorna skiljs från Splinter. För att återförenas måste de ta sig upp ovan jord, där de hamnar i bråk med gatuligisterna Purple Dragons och Fotklanens ninjas. Sköldpaddorna går segrande ur striden, och när de kommer ner i avloppen återförenas de med Splinter och upprättar ett nytt högkvarter. |               |                                                              |              |                                                |                                                |                           |                    |
| 2 | 2             | "Den bästa råttfällan" "A Better Mousetrap"                  | Chuck Patton | Marty Isenberg                                 | 15 februari 2003                               | N/A                       | S01E02             |
| När sköldpaddorna får reda på att Baxter Stockman ligger bakom stöter de på Baxter Stockmans laboratorieassistent April O'Neil som upptäckt Baxter Stockmans planer, och nu flyr via avloppen. |               |                                                              |              |                                                |                                                |                           |                    |
| 3 | 3             | "Musjägarna anfaller" "Attack of the Mousers"                | Chuck Patton | Eric Luke                                      | 22 februari 2003                               | N/A                       | S01E03             |
| Splinter berättar för April om hans och sköldpaddornas bakgrund. Sköldpaddorna och April ger sig senare av för att stänga av Baxter Stockmans mouserrobotar för gott. |               |                                                              |              |                                                |                                                |                           |                    |
| 4 | 4             | "Hämndbegär" "Meet Casey Jones"                              | Chuck Patton | Michael Ryan                                   | 1 mars 2003                                    | N/A                       | S01E04             |
| Raphael stöter på viglianten Casey Jones. |               |                                                              |              |                                                |                                                |                           |                    |
| 5 | 5             | "Nano"                                                       | Chuck Patton | Eric Luke                                      | 8 mars 2003                                    | N/A                       | S01E05             |
| En tjuv stöter på en artificiell intelligens gjord av nanoteknik. |               |                                                              |              |                                                |                                                |                           |                    |
| 6 | 6             | "Svärdet" "Darkness on the Edge of Town"                     | Chuck Patton | Marty Isenberg                                 | 15 mars 2003                                   | N/A                       | S01E06             |
| Fotklanen plockar ett mystiskt japanskt svärd på botten av East River. Titelreferens: Darkness on the Edge of Town |               |                                                              |              |                                                |                                                |                           |                    |
| 7 | 7             | "Vägen till osynlighet" "The Way of Invisibility"            | Chuck Patton | Marty Isenberg                                 | 22 mars 2003                                   | N/A                       | S01E07             |
| När Purple Dragons kidnappar Raphael måste övriga sköldpaddor och Casey Jones befria honom. |               |                                                              |              |                                                |                                                |                           |                    |
| 8 | 8             | "En fallen ängel" "Fallen Angel"                             | Chuck Patton | Marty Isenberg                                 | 29 mars 2003                                   | N/A                       | S01E08             |
| När tonårsflickan Angel, som Casey Jones känner igen från sitt kvarter, söker sig till Purple Dragons, måste Casey Jones och sköldpaddorna övertala henne att byta sida. Titelreferens: Fallen Angel |               |                                                              |              |                                                |                                                |                           |                    |
| 9 | 9             | "Sopgubben" "Garbageman"                                     | Chuck Patton | Eric Luke                                      | 5 april 2003                                   | N/A                       | S01E09             |
| En man vid namn Sopgubben (Garbageman) kidnappar uteliggare. |               |                                                              |              |                                                |                                                |                           |                    |
| 1011 | 1011          | "Shredder slår till" "The Shredder Strikes"                  | Chuck Patton | Michael Ryan                                   | 12 april 200319 april 2003                     | N/A                       | S01E10S01E11       |
| Oroku Saki försöker locka över Leonardo till Fotklanens sida. Oroku Saki avslöjas som Shredder, och förbereder sig för att krossa sköldpaddorna. Splinter måste rädda dem. |               |                                                              |              |                                                |                                                |                           |                    |
| 12 | 12            | "Superhjälten Turtle Titan" "The Unconvincing Turtle Titan"  | Chuck Patton | Marty Isenberg                                 | 3 maj 2003                                     | N/A                       | S01E12             |
| Michelangelo vill bli hjälte, och antar täcknamnet "Turtle Titan". Tillsammans med sin favoritsuperhjälte Silver Sentry besegrar han Silver Sentrys ärkediende Dr. Malignus. |               |                                                              |              |                                                |                                                |                           |                    |
| 131415 | 131415        | "Anteckningar från underjorden" "Notes from the Underground" | Chuck Patton | Eric Luke (Del 1)Greg Johnson (Del 2 & 3)      | 10 maj 200317 maj 200324 maj 2003              | N/A                       | S01E13S01E14S01E15 |
| När Donatello undersöker några mystiska kristaller, börjar de glöda. Sköldpaddorna ger sig av för att undersöka, och sökandet tar dem långt ner i underjorden där de undersöker Fotklanens övergivna genetiska laboratorium. Inuti Fotklanens övergivna genetiska laboratorium får sköldpaddorna reda på att Fotklanen försökt mutera människor till monster. Monstren angriper först sköldpaddorna, innan de slutligen blir vänner. De mystiska kristallerna visar sig komma från en underjordisk stad dit Donatello och monstren nu försvunnit. Staden bebos av en uråldrig art. |               |                                                              |              |                                                |                                                |                           |                    |
| 16 | 16            | "Kungen" "The King"                                          | Chuck Patton | Michael Ryan                                   | 31 maj 2003                                    | N/A                       | S01E16             |
| När Fotklanen genomsöker avloppen efter sköldpaddorna, söker sköldpaddorna skydd i Aprils lägenhet. Donatello stöter snart på "Kirby", med en penna med en mystisk kristall. Noterbart: avsnittet tillägnad Jack Kirby |               |                                                              |              |                                                |                                                |                           |                    |
| 1718 | 1718          | "Shredder slår tillbaka" "Shredder Strikes Back"             | Chuck Patton | Eric Luke                                      | 7 juni 200314 juni 2003                        | N/A                       | S01E17S01E18       |
| Under morgonträningen stöter Leonardo på Fotklanens ninjas och Hun. Snart dyker även Fotklanens elitstyrkor upp, och senare Shredder själv. Fotklanen slänger Leonardo rakt in i Aprils lägenhetsfönster, och knockar honom medvetslös. Shredder är ute efter hämnd, och Splinter samt övriga sköldpaddor måste rädda honom. |               |                                                              |              |                                                |                                                |                           |                    |
| 19 | 19            | "Leos berättelse" "Tales of Leo"                             | Chuck Patton | Marty Isenberg                                 | 12 september 2003                              | N/A                       | S01E19             |
| Sköldpaddorna, Splinter, April och Casey Jones ger sig av till Casey Jones farmors lantgård utanför Northampton, Massachusetts. Medan Leonardo ligger medvetslös berättar de om hans tidigare äventyr, i hopp om att detta skall ge honom tillbaka medvetandet. |               |                                                              |              |                                                |                                                |                           |                    |
| 20 | 20            | "Monster Hunter"                                             | Chuck Patton | Michael Ryan                                   | 20 september 2003                              | N/A                       | S01E20             |
| Medan sköldpaddorna återhämtar sig i Northampton, Massachusetts härjar en man vid namn Abigail Finn i trakterna, med målet att fånga en beryktad grön man i skogarna. |               |                                                              |              |                                                |                                                |                           |                    |
| 212223 | 212223        | "Return to New York"                                         | Chuck Patton | Marty Isenberg (Del 1 & 2)Michael Ryan (Del 3) | 27 september 20034 oktober 200311 oktober 2003 | N/A                       | S01E21S01E22S01E23 |
| Shredder tror fortfarande att han krossat sköldpaddorna, just när sköldpaddorna återvänder till New York City och angriper Fotklanens högkvarter. Medan sköldpaddorna och Splitner slår sig genom Fotklanens skyskrapa stöter de på mutantkloner, och sedan även Baxter Stockman. Sköldpaddorna och Shredder samarbetar tillfälligt för att bli av med Baxter Stockman. När Baxter Stockman är borta ur bilden, hamnar sköldpaddorna i en strid på taket av Shredders skyskrappa, där de får hjälp av en grupp mystiska krigare, " Guardians". Titelreferens: Return to New York   |               |                                                              |              |                                                |                                                |                           |                    |
| 24 | 24            | "Lone Raph and Cub"                                          | Chuck Patton | Eric Luke                                      | 18 oktober 2003                                | N/A                       | S01E24             |
| Sköldpaddorna har besegrat Shredder, men Splinter har försvunnit. När Raphael ger sig av för att leta efter honom stöter han i stället på Tyler, vars mor kidnappats av gangstertyper. |               |                                                              |              |                                                |                                                |                           |                    |
| 2526 | 2526          | "Search for Splinter"                                        | Chuck Patton | Greg Johnson                                   | 25 oktober 20031 november 2003                 | N/A                       | S01E25S01E26       |
| I sökandet efter Splinter kommer sköldpaddorna och Guardians till företaget TCRI:s högkvarter. Företagets namn fanns också på mutagenbehållaren som en gång muterade sköldpaddorna och Splinter. När sköldpaddorna infiltirerar TCRI-byggnaden, stöter de på de utomjordiska utromerna, samt Splinter. Snart teleporteras de dock bort till okänd plats. |               |                                                              |              |                                                |                                                |                           |                    |

### Fotnoter
1. ↑  "Master Splinter" (15 mars 2012). ”4 Kids Season 1 – Episode 001 (Things Change)” (på engelska). Mutant Ooze. http://mutantooze.org/wiki/4kids-season-1-episode-001-things-change/. Läst 17 december 2015.
2. ↑  "Master Splinter" (15 mars 2012). ”4 Kids Season 1 – Episode 002 (A Better Mousetrap)” (på engelska). Mutant Ooze. http://mutantooze.org/wiki/4kids-season-1-episode-002-a-better-mousetrap/. Läst 17 december 2015.
3. ↑  "Master Splinter" (15 mars 2012). ”4 Kids Season 1 – Episode 003 (Attack of the Mousers)” (på engelska). Mutant Ooze. http://mutantooze.org/wiki/4kids-season-1-episode-003-attack-of-the-mousers/. Läst 17 december 2015.
4. ↑  "Master Splinter" (15 mars 2012). ”4 Kids Season 1 – Episode 004 (Meet Casey Jones)” (på engelska). Mutant Ooze. http://mutantooze.org/wiki/4kids-season-1-episode-004-meet-casey-jones/. Läst 17 december 2015.
5. ↑  "Master Splinter" (15 mars 2012). ”4 Kids Season 1 – Episode 005 (Nano)” (på engelska). Mutant Ooze. http://mutantooze.org/wiki/4kids-season-1-episode-005-nano/. Läst 17 december 2015.
6. ↑  "Master Splinter" (15 mars 2012). ”4 Kids Season 1 – Episode 006 (Darkness on the Edge of Town)” (på engelska). Mutant Ooze. http://mutantooze.org/wiki/4kids-season-1-episode-006-darkness-on-the-edge-of-town/. Läst 17 december 2015.
7. ↑  "Master Splinter" (15 mars 2012). ”4 Kids Season 1 – Episode 007 (The Way of Invisibility)” (på engelska). Mutant Ooze. http://mutantooze.org/wiki/4kids-season-1-episode-007-the-way-of-invisibility/. Läst 17 december 2015.
8. ↑  "Master Splinter" (15 mars 2012). ”4 Kids Season 1 – Episode 008 (Fallen Angel)” (på engelska). Mutant Ooze. http://mutantooze.org/wiki/4kids-season-1-episode-008-fallen-angel/. Läst 17 december 2015.
9. ↑  "Master Splinter" (15 mars 2012). ”4 Kids Season 1 – Episode 009 (Garbageman)” (på engelska). Mutant Ooze. http://mutantooze.org/wiki/4kids-season-1-episode-009-garbageman/. Läst 17 december 2015.
10. ↑  "Master Splinter" (15 mars 2012). ”4 Kids Season 1 – Episode 010 (The Shredder Strikes, Part One)” (på engelska). Mutant Ooze. http://mutantooze.org/wiki/4kids-season-1-episode-010-the-shredder-strikes-part-1/. Läst 17 december 2015.
11. ↑  "Master Splinter" (15 mars 2012). ”4 Kids Season 1 – Episode 011 (The Shredder Strikes, Part Two)” (på engelska). Mutant Ooze. http://mutantooze.org/wiki/4kids-season-1-episode-011-the-shredder-strikes-part-2/. Läst 17 december 2015.
12. ↑  "Master Splinter" (15 mars 2012). ”4 Kids Season 1 – Episode 012 (The Unconvincing Turtle Titan)” (på engelska). Mutant Ooze. http://mutantooze.org/wiki/4kids-season-1-episode-012-the-unconvincing-turtle-titan/. Läst 17 december 2015.
13. ↑  "Master Splinter" (15 mars 2012). ”4 Kids Season 1 – Episode 013 (Notes from the Underground, Part One)” (på engelska). Mutant Ooze. http://mutantooze.org/wiki/4kids-season-1-episode-013-notes-from-the-underground-part-1/. Läst 17 december 2015.
14. ↑  "Master Splinter" (15 mars 2012). ”4 Kids Season 1 – Episode 014 (Notes from the Underground, Part Two)” (på engelska). Mutant Ooze. http://mutantooze.org/wiki/4kids-season-1-episode-014-notes-from-the-underground-part-2/. Läst 17 december 2015.
15. ↑  "Master Splinter" (15 mars 2012). ”4 Kids Season 1 – Episode 015 (Notes from the Underground, Part Three)” (på engelska). Mutant Ooze. http://mutantooze.org/wiki/4kids-season-1-episode-015-notes-from-the-underground-part-3/. Läst 17 december 2015.
16. ↑  "Master Splinter" (15 mars 2012). ”4 Kids Season 1 – Episode 016 (The King)” (på engelska). Mutant Ooze. http://mutantooze.org/wiki/4kids-season-1-episode-016-the-king/. Läst 17 december 2015.
17. ↑  "Master Splinter" (15 mars 2012). ”4 Kids Season 1 – Episode 017 (Shredder Strikes Back, Part One)” (på engelska). Mutant Ooze. http://mutantooze.org/wiki/4kids-season-1-episode-017-the-shredder-strikes-back-part-1/. Läst 17 december 2015.
18. ↑  "Master Splinter" (15 mars 2012). ”4 Kids Season 1 – Episode 018 (Shredder Strikes Back, Part Two)” (på engelska). Mutant Ooze. http://mutantooze.org/wiki/4kids-season-1-episode-018-the-shredder-strikes-back-part-2/. Läst 17 december 2015.
19. ↑  "Master Splinter" (15 mars 2012). ”4 Kids Season 1 – Episode 019 (Tales of Leo)” (på engelska). Mutant Ooze. http://mutantooze.org/wiki/4kids-season-1-episode-019-tales-of-leo/. Läst 17 december 2015.
20. ↑  "Master Splinter" (15 mars 2012). ”4 Kids Season 1 – Episode 020 (Monster Hunter)” (på engelska). Mutant Ooze. http://mutantooze.org/wiki/4kids-season-1-episode-020-the-monster-hunter/. Läst 17 december 2015.
21. ↑  "Master Splinter" (15 mars 2012). ”4 Kids Season 1 – Episode 021 (Return to New York, Part One)” (på engelska). Mutant Ooze. http://mutantooze.org/wiki/4kids-season-1-episode-021-return-to-new-york-part-1/. Läst 17 december 2015.
22. ↑  "Master Splinter" (15 mars 2012). ”4 Kids Season 1 – Episode 022 (Return to New York, Part Two)” (på engelska). Mutant Ooze. http://mutantooze.org/wiki/4kids-season-1-episode-022-return-to-new-york-part-2/. Läst 17 december 2015.
23. ↑  "Master Splinter" (15 mars 2012). ”4 Kids Season 1 – Episode 023 (Return to New York, Part Three)” (på engelska). Mutant Ooze. http://mutantooze.org/wiki/4kids-season-1-episode-023-return-to-new-york-part-3/. Läst 17 december 2015.
24. ↑  "Master Splinter" (15 mars 2012). ”4 Kids Season 1 – Episode 024 (Lone Raph and Cub)” (på engelska). Mutant Ooze. http://mutantooze.org/wiki/4kids-season-1-episode-024-lone-raph-and-cub/. Läst 17 december 2015.
25. ↑  "Master Splinter" (15 mars 2012). ”4 Kids Season 1 – Episode 025 (Search for Splinter, Part One)” (på engelska). Mutant Ooze. http://mutantooze.org/wiki/4kids-season-1-episode-025-the-search-for-splinter-part-1/. Läst 17 december 2015.
26. ↑  "Master Splinter" (15 mars 2012). ”4 Kids Season 1 – Episode 026 (Search for Splinter, Part Two)” (på engelska). Mutant Ooze. http://mutantooze.org/wiki/4kids-season-1-episode-026-the-search-for-splinter-part-2/. Läst 17 december 2015.